# Lihi Kornowski
Lihi Kornowski (24 de noviembre de 1992 en Kfar Saba, Israel) es una actriz, cantante y modelo israelí. Es recordada por su papel como niña mimada en la serie Diario de amigas, donde interpretaba a la chica de 16 años Tamar Golan. Mantuvo una relación con el actor Jonathan Basan, quien trabajó con ella en la segunda temporada esa serie, pero al final se separaron entre la segunda y tercera semanas de diciembre de 2014. Kornowski mantiene una amistad con sus amigas Gaya Gur Arie, Michaela Elkin, Carmel Lotan y Noel Berckovitch.

## Vida y carrera
Kornowski nació en Kfar Saba, Israel. Desde 2007 hasta el 2011, ella estudió en la secundaria Thelma Yellin. A finales de 2011, participó en una Competencia Nacional de Coros, lo que la llevó al Estrellato Disney debido a que un representante estuvo en ese evento y le dijo que fuera a una audición para una nueva serie de Disney Channel, para la cual consiguió el papel de Tamar Golan y empezó su producción en abril de 2012 hasta julio del mismo año. En marzo de 2013 ella volvió con el elenco/equipo de Diario de amigas para la producción de la 2.ª temporada, la cual dio una breve pausa en abril debido a que Gaya Gur Arie fue a Argentina a grabar un par de episodios de la telenovela Violetta, y volvieron a empezar en junio y finalizaron en agosto/septiembre. En noviembre de 2014 se estrenó una serie en Nickelodeon llamada Personas importantes, donde ella trabajó junto a la hermana de su exnovio. En esta serie, la trama es de un pueblo pobre contra un pueblo rico. Ella interpreta a Lake, una chica millonaria. En marzo de 2015, la serie empezó una gira mundial, donde recorrieron Israel, Arabia Saudita, Turquía, España, Italia, Francia y Portugal. En junio de 2015, ella terminó el rodaje de una película que se venía rodando desde 2013 llamada Confesiones de una chica]], donde ella interpretaba a una chica con la vida perfecta, yendo a la secundaria, pero de repente un día, ella queda embarazada, y justo cuando se estrenó esa película ella empezó a grabar una nueva serie de FOX llamada El asesinato, donde ella interpreta a la nieta de Coris Lechman. En esa serie trabaja con Eli Finzar, Luz Suizo y vuelve a trabajar con Gaya Gur Arie.[cita requerida]

## Filmografía
| Año       | Título               | Papel           | Notas        |
| --------- | -------------------- | --------------- | ------------ |
| 2012-2013 | Diario de amigas     | Tamar Golan     | Protagonista |
| 2014      | Personas importantes | Lia             | Protagonista |
| 2020      | Losing Alice         | Sophie Marciano | Protagonista |
| 2022      | Crímenes del futuro  | Djuna Dotrice   | Protagonista |

- Datos: Q18203500
- Multimedia: Lihi Kornowski / Q18203500